# Amputation

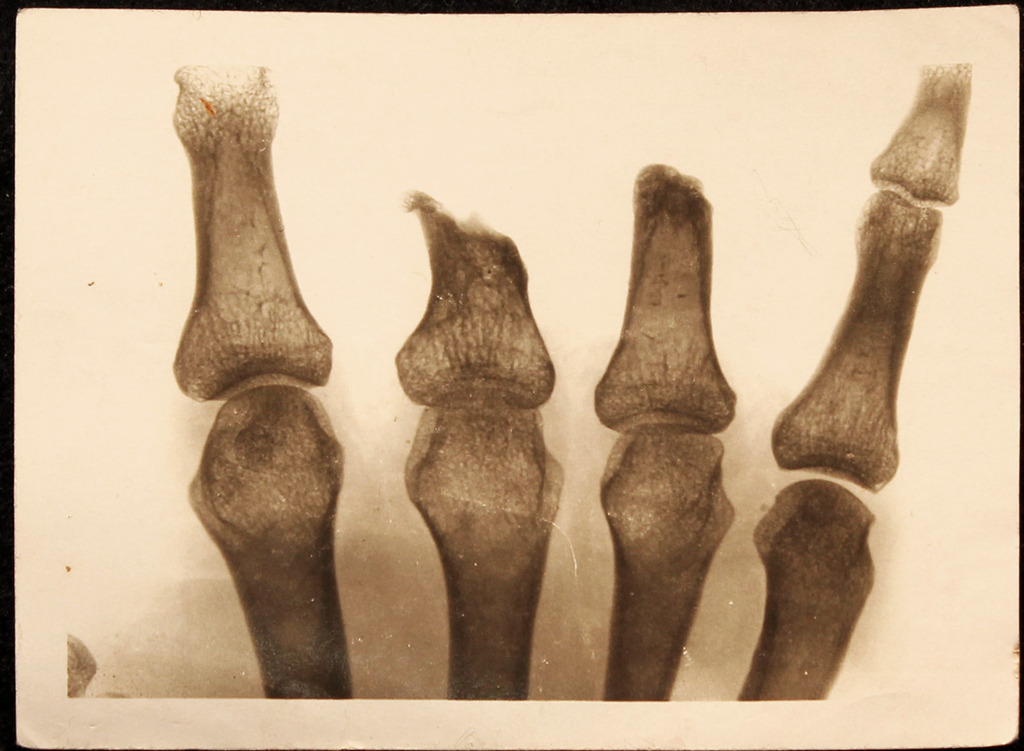
Tre fingrar från den här soldatens högra hand blev traumatiskt amputerade under första världskriget.

Amputation är när en extremitet (arm, ben, fot, hand, etc) avlägsnas från kroppen. Avlägsnandet kan ske kirurgiskt som en del av en medicinsk behandling, eller traumatiskt. Traumatisk amputation innebär att kroppsdelen avlägsnades i samband med ett medicinskt/fysiskt trauma.
Den vanligaste orsaken till kirurgisk/medicinsk amputation är störd cirkulation i benen (kallbrand). Andra orsaker kan vara allvarliga kärl- eller nervskador. Extremiteten amputeras så långt ut som möjligt. Om den amputerade extremiteten är ett ben, kan en amputation långt ut (distalt) göra att eventuell framtida protesgång blir lättare. Även om den som amputerat sitt ben inte kan gå, så gör en längre stump att det blir lättare att hålla balansen i exempelvis rullstol. För att stumpen ska läka så effektivt som möjligt efter operation bör patienten upphört med eventuell rökning före operationen, och fått god nutritionsbehandling efter operationen. Det är vanligt att amputationspatienter är postoperativt undernärda.
En vanlig komplikation till amputationer är fantomförnimmelser. Fantomförnimmelser inkluderar förutom fantomsmärtor även klåda, stickningar, domningar, och andra upplevelser av känsel i den kroppsdel som inte längre finns kvar. Fantomsmärtor kan påverka den amputerades liv och hälsa stort, och kan därför behöva hjälp av bland annat smärtläkare. Exempel på behandlingsmetoder vid fantomsmärta är olika typer av antidepressiva läkemedel, läkemedel mot nervsmärtor (exempelvis gabapentin), TENS och/eller akupunktur.
I vissa delar av världen används amputation som ett straff, exempelvis länder som tillämpar Sharia. Vissa sjukdomar kan göra att drabbade kroppsdelar lossnar av sig själva, så kallad autoamputation.